# Question(s) royale(s)
Question(s) royale(s) est un livre publié le 23 octobre 2012 par Frédéric Deborsu, journaliste de la RTBF et frère de Christophe Deborsu.
Le titre de cet ouvrage  rappelle la « question royale » qui divisa les Belges au lendemain de la Deuxième Guerre mondiale.

## Le contenu polémique
Ce livre suscite la polémique avant même sa sortie par les révélations qu'il apporte au sujet de la famille royale belge.
L'auteur y insinue entre autres que le prince Philippe aurait « vécu une relation d'amitié intense avec un homme » avant son mariage avec Mathilde d'Udekem d'Acoz en précisant que « jamais le moindre article de presse ou le moindre livre n'a mentionné cette relation hors norme ».
Selon lui, le mariage avec Mathilde était un « mariage forcé » : « pas d'affinités, caractère difficilement compatible, différence d'âge, aucune complicité ».
Dans une interview au journal l'Avenir le 22 octobre, Deborsu déclare « Je suis royaliste. Je n’ai pas envie d’attaquer la famille royale. Le but du livre est de poser des questions légitimes par rapport à la monarchie et d’essayer de trouver les réponses ».

## Fuites dans la presse avant la publication
La présentation officielle du livre prévue pour le 23 octobre ayant été précédée par la publication dans la presse d'extraits polémiques sur la famille royale, le Palais royal réagit dès le samedi 20 octobre en affirmant que le livre contient de « nombreuses informations totalement erronées et injurieuses ». 
L'éditeur de l'ouvrage (la Renaissance du Livre) annonce alors son intention de porter plainte contre X pour violation de l'embargo par les journaux du groupe SudPresse.
Le dimanche 21, Deborsu déclare « en isolant certains extraits on fausse le contenu du livre » et confirme qu’une plainte contre X sera déposée le lundi.

## Réaction de la RTBF
Le lundi 22 octobre, soit la veille de la sortie du livre, la RTBF prend ses distances par rapport au livre, en publiant un communiqué qui précise que la RTBF « n'est associée en rien dans la rédaction de cet ouvrage, préparé, rédigé et publié sans qu'elle n'exerce aucune responsabilité éditoriale, de fond ou de forme, sur celui-ci », indique la RTBF dans un communiqué. La radio-télévision de service public « n'a conclu aucun accord de promotion, de partenariat ou de coédition dans le cadre de la publication de ce livre. L'auteur, Frédéric Deborsu, a rédigé l'ouvrage alors qu'il était en congé sans solde de la RTBF ».

## Conférence de presse
Le mardi 23 octobre 2012, jour de la sortie officielle du livre, Frédéric Deborsu s'explique devant une salle remplie de journalistes nationaux et internationaux : « Mon livre est mal compris. Ce n’est pas un livre sur la vie sexuelle de Mathilde ou Philippe ».
Selon lui, le roi Albert II aurait dit à Philippe alors âgé de 36 ans : « Si tu ne te maries pas, tu ne seras pas roi ». Il insiste sur le fait que ce livre « n’est pas contre Philippe. J’ai voulu le comprendre. Et je pense qu’il a les capacités pour y arriver. Mais il devrait prendre un entourage plus moderne, avec des personnes plus audacieuses ».
Et de conclure : « Je suis sûr que ça ne va pas les desservir, mais plutôt les rendre plus populaires ! ».

## Communiqué du prince Philippe
Le 23 octobre, en fin d'après-midi, le prince Philippe publie une mise au point : « le jour le plus heureux de ma vie fut celui où Mathilde a accepté ma demande en mariage ».
Le même jour, Pierre-Yves Monette, conseiller honoraire au Cabinet du roi Albert II et ancien collaborateur du roi, parle de « dérive dangereuse ».

## Recours au Conseil de déontologie journalistique
Le 31 octobre 2012, le Palais royal « demande l’opinion du Conseil de déontologie journalistique pour savoir si M. Deborsu a dépassé les limites et s'il y a eu des manquements déontologiques »
.Le même jour, l'éditeur décide de réimprimer de nouveaux exemplaires du livre, vu son succès en librairie.
Le 15 mai 2013, le Conseil de déontologie journalistique remet un avis nuancé dans lequel il estime que, d'un côté, Frédéric Deborsu a réalisé un travail journalistique basé sur l'investigation mais que, de l'autre, il a commis trois manquements déontologiques : le recours à l'insinuation, le non-respect du caractère "off" et l'atteinte à la vie privée,,.
Le Conseil « pointe le recours à l'insinuation et l'atteinte à la vie privée lorsque le journaliste évoque la prétendue relation homosexuelle du prince Philippe avec Thomas d'Ansembourg ou encore les procréations médicalement assistées auxquelles aurait eu recours le couple princier pour la conception de ses enfants »,.
Pour ce qui est du non-respect du caractère "off the record", le CDJ relève que l'auteur a 
présenté comme étant une interview des propos tenus en "off" par le Roi en 1994 et donc non destinés à être divulgués,,. Le CDJ estime donc que Frédéric Deborsu a trahi la pratique du "off".
Le Conseil de déontologie journalistique estime par contre que la plainte de l’intendant de la Liste civile du Roi n’est pas fondée «en ce qui concerne le recours à des rumeurs, à du plagiat, à la fiction dans la présentation de membres de la famille royale et à l’atteinte à leur vie privée si ce n’est dans deux cas précis»,.